# تذكرة الموت

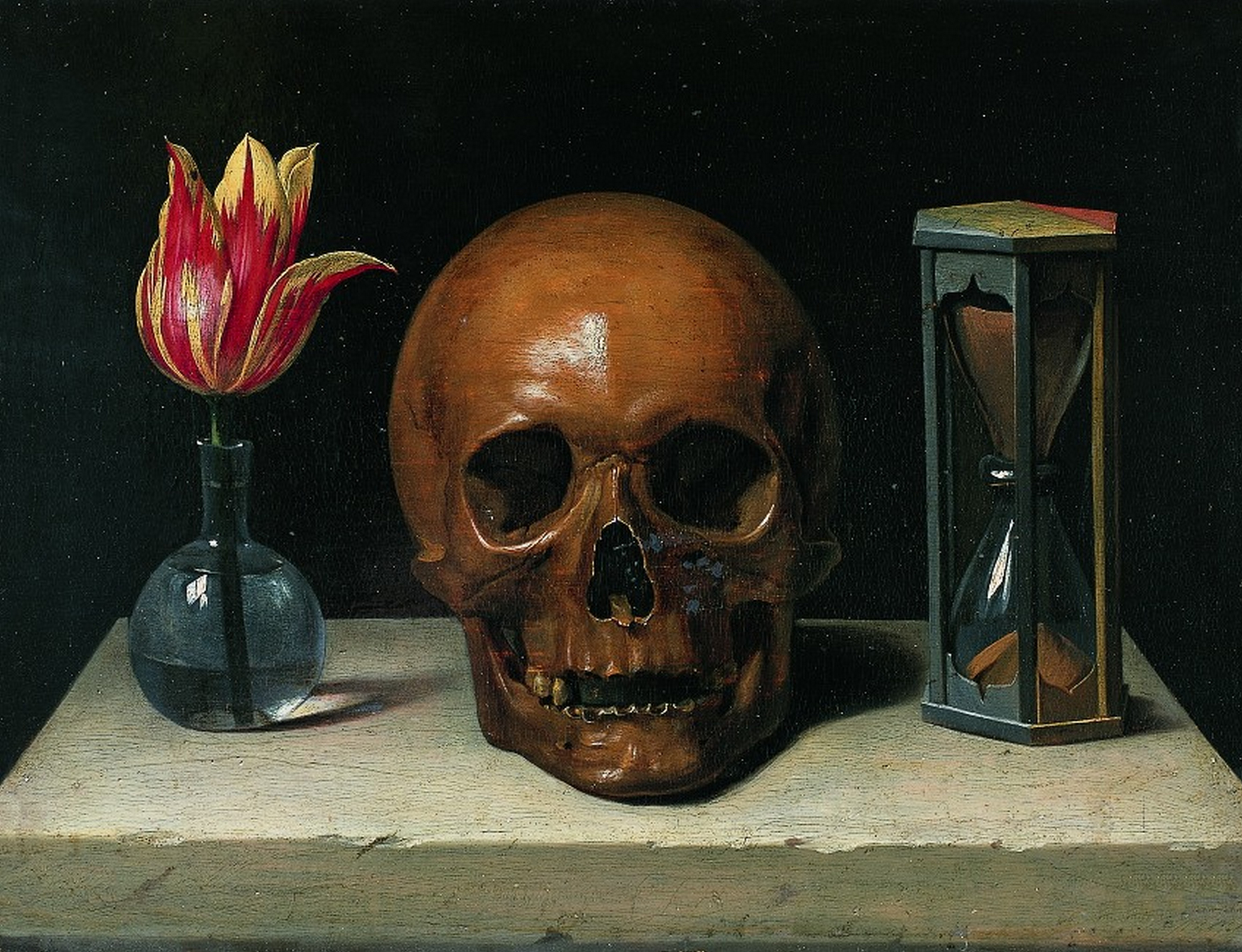
لوحة للرسام فيليب دي شامبين تختصر إلى ثلاثة أساسيات: الحياة والموت والوقت

تذكرة الموت أو ميمنتو موري (بالإنجليزية: Memento mori)‏ عبارة لاتينيه تعني «تذكر موتك» «تذكر أنك ستموت»
وهي تشير إلى نوع من الأعمال الفنية التي كان الغالبية العظمى يقومون به بغرض التذكير بالموتى. وهو فن خلّاق يعود ظهوره إلى العصور القديمة. وغالبا ما تكون جمجمة أو ما شابهها حيث تتخذ لتذكر بالموت.

## استخدامها عبر التاريخ

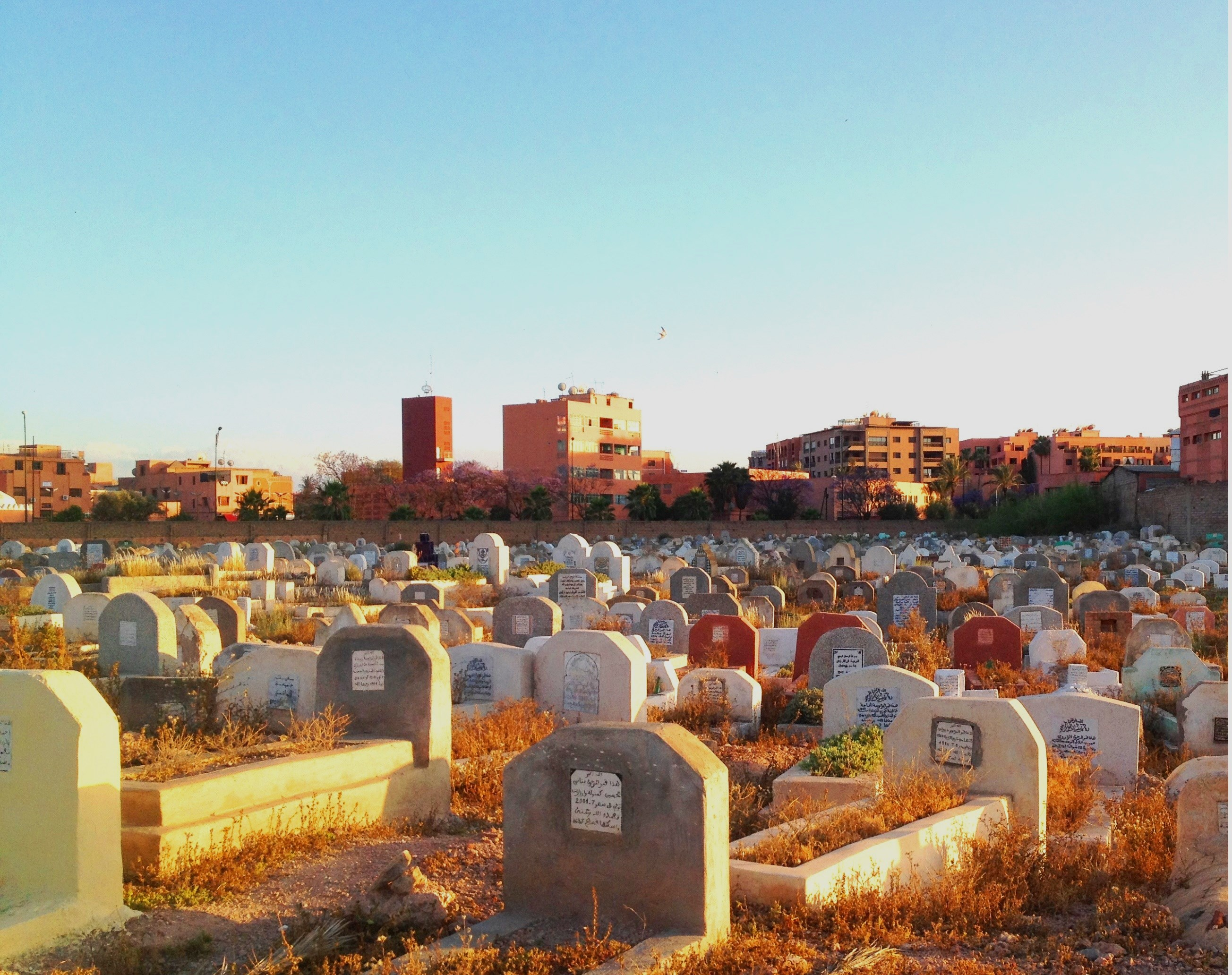
زيارة المقبرة لتذكر الموت

### في العصور الكلاسيكية

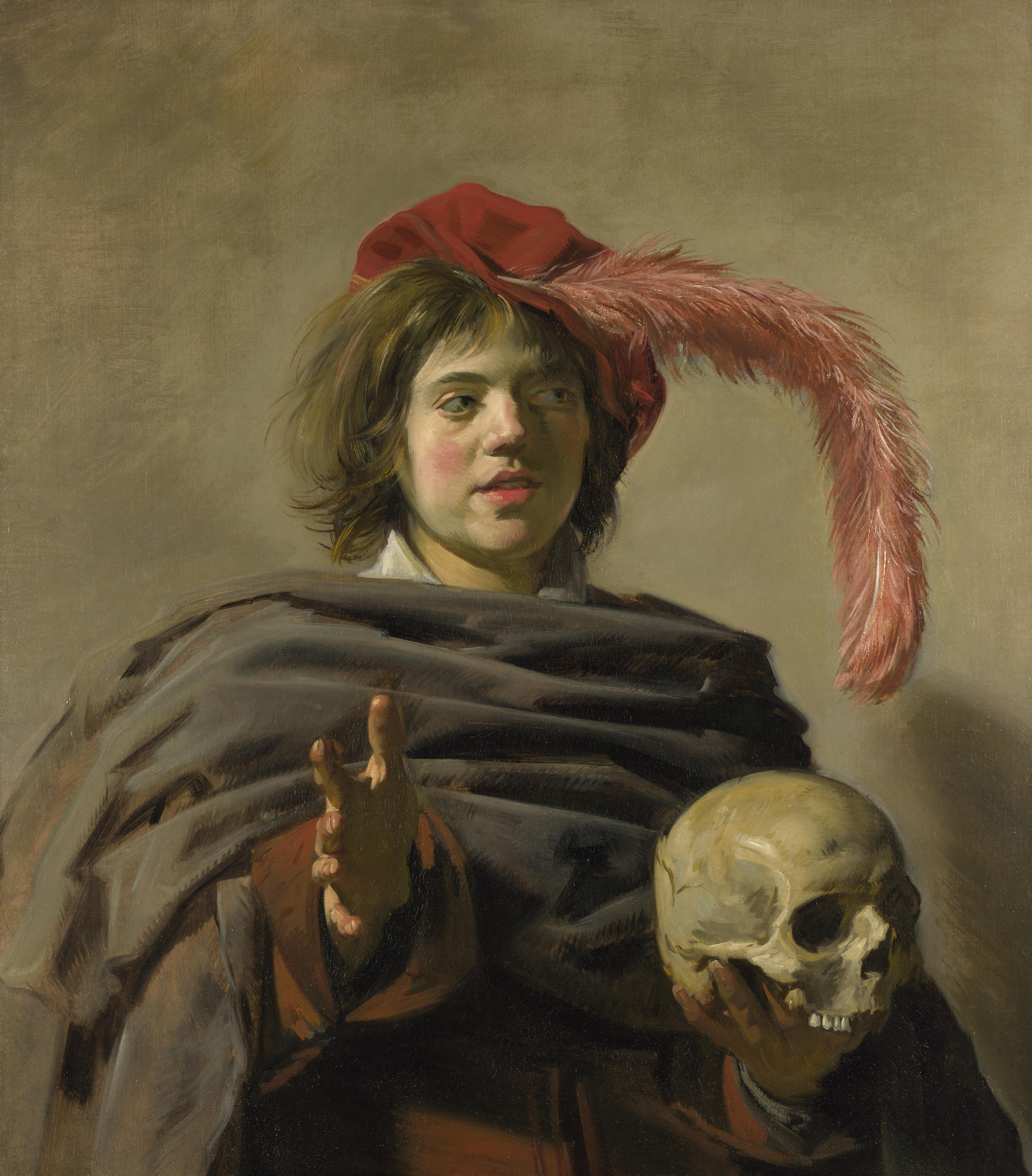
شاب مع جمجمة بريشة فرانس هالز 1626، المعرض الوطني ، لندن.

يعتقد الكثيرون بأن مصدر هذه العبارة الحقيقي يعود لقدماء الرومان حيث أشارت قصة أنه كان هناك قائد روماني يمشي بخُيلاء في الطرق أثناء مسيرة إنتصار. وكان خلفه يسير عبدٌ أوكل له هذا القائد مهمة تذكيره بأنه وبالرغم من القمة التي وصلها اليوم بعظمة إنتصاره فغداً ربما يسقط أو يُسقطونه. يقال أنه قد يكون الخادم فكر في عبارة «تذكر أنك ستموت» لتكون جملة مناسبة لتحذيره
وأضافوا أنه من المحتمل إستخدام الخادم جملة كـ «أنظر خلفك» ـ أنظر خلفك، تذكر أنك إنسان بلا قوة تذكر أنك ستموت، أنظر إلى اسلافك ! تذكر أنك إنسان لا أكثر. كذلك وردت ميمنتو موريّ «تذكر أنك ستموت» في الاعتذاريات التي كتبها ترتليان المؤلف الأمازيغي المسيحي دفاعاً عن المسيحية
ظهورها في أوروبا - العصور الوسطى وحتى العصر الفكتوري 
هذه الفكرة خطرت على بال خادم القائد الروماني على ضوء ديانته المسيحية، الديانة التي تشدد على الحكم الألهي للكون، الجنة والنار، وأن النفس التي تخطىء مصيرها الموت لكي لا يبقى في ضميرها شيء من هذه الخطيئة. وعلى الرغم من وجود الكثير من الأعمال الفنية التي تحاكي «ميمنتو موري» عند البوذيين إلا أن معظم هذه الأعمال مصدرها الفن المسيحي
وفي المسيحية العمل بهذه العبارة يتطلب هدف سامي يتصدى للجملة الشهيرة في الحضارات القديمة
"Nunc est bibendum” “Now is the time for drinking” والتي تغنوا بها أحتفالاً بسقوط الملكة كيلوبترا.
التأكيد على احتمالية الموت من سمات الديانة المسيحية فهم من خلاله يقرون بفراغ وسطحية الحياة الدنيا، ورفاهيتها وعليها فإنه على الناس العمل للآخرة
عدا أنه هنالك توافق واضح بين عبارة «تذكر انك ستموت» وبين ايات الأنجيل «خلق الإنسان من تراب وإليه يعود»
أعمال وتصاميم الميمنتو موري تظهر غالباً في زينة شعائر الجنائز وفن البناء بشكلٍ عام في التاريخ المعاصر، يعد ضريح ترانسي أو كادافر أكثر التماثيل رسوخاً بالاذهان حيث يصور النحول والهزل في جثة المتوفى وبقي ضريحة انموذجاً لتماثيل اضرحة الأغنياء في الخمسينات وكانوا قد أحتفظوا بالكثير من اضرحتهم للدلالة على فناء المتع الدنيوية لاحقاً، وفي السبعينات تحديداً بنى البيورتان في مستعمرة الولايات المتحدة اضرحة من احجار وجعلوها ذات أجنحة والبعض منهم جعلها تحمل شمعة هذه بعض من الكثير من الموضوعات المرتبطة بصورة الجمجمة والعقل الميت
من أمثلة ممنتو موري معبد من عظام في روما إيطاليا وهو واحد من الكثير من الكنائس الصغيرة التي تغطى جدرانها بالكامل أو أجزاء منها ببقايا الإنسان، عظامه بالتحديد دُون على المدخل «نحن عظام السابقون، في انتظار عظام اللاحقون» ـ
العمل الشهير رقصة الموت والرسم التصويري المذهل للحصّاد المتجهم وهو يحمل جثتيّ الغني والفقير وهم سواء بلا فرق، هي مثال للوحات الفنية التي حملت فكرة تذكر أنك ستموت وقد أستخدمت كرسم تصويري للموت في الكثير من الكنائس الأوروبية
الساعات كانت رمزاً مناسب للتذكير بأن الوقت يعادل عمرك وأن كل دقيقة تمضي تقترب فيها إلى نهايتك ولذلك زينوا الساعات العمومية بشعار" Ultima Forsan" والذي يعني لحظة الموت، آخر لحظاتك. , وعبارات "vulnerant omnes, ultima neca" وتعني كل ساعة تستنزف عمرك، والأخيرة تقتلك وحتى يومنا الحالي، تحمل الساعات شعار "tempus fugit" الوقت يمضي بسرعة.
في الساعات القديمة المعلقة كان يعلق بها جرس يدق كل ساعة وكأنه تذكرة. والبعض منها يدق عند حدوث موت كما في ساعات اوغسبروغ في ألمانيا وكل هذه الساعات العتيقة وكأنها تحسب العمر بالدقائق تحييّ فكرة «تذكر أنك ستموت» ـ يحمل أصحاب الطبقة الرفعية أشياءهم الخاصة التي تذكرهم بموتاهم ماري، ملكة اسكتلندا، امتلكت ساعة عريضة حُفرت على هيئة جمجمة فضية. وزخرفت بخطوط من شهر هورس
أي استنساخ لهذه الفكرة في عمل فني يعني بالحياة وجمالها غالباً كان يستنقص باعتباره تكبر زائف يشمل هذا الازدراء إستخدام أي نوع من رموز الموتى في الأعمال الأدبية سواء جمجمة واضحة للعيان أو أخرى متقنة الحدة، مثال تصوير وردة تتساقط بتلاتها راجع الأفكار المختصة بصورة وتصوير الجمجمة
بعد إختراع التصوير، اعتاد الناس على أخذ صورة مع المتوفي حديثاً لو كان من أفراد الأسرة لإعطاء العمل الفوتوغرافي حدوده وشكله المطلوبين تعرض الصورة للضوء وقت طويل
ميمنتو موري كانت أيضاً موضوعاً أدبياً خلاق من بين هذه الأعمال، تحفة السيد توماس براون النثرية Hydriotaphia Urne-Buriall والتي أغراه التأمل والبحث في الموت والأموات بكتابتها
أيضاً كتاب الحياة المقدسة والموت المقدس للكاتب جيرمي تايلور كانت تعد هذه الأعمال جزءاً من كآبة الطائفة اليعقوبية والتي كانت الميمنتو موري أحد مواضيعها، هذه المرحلة سجلت نهاية العصر الإليزابيثي في أواخر القرن الثامن عشر. أصبح الرثاء من الأعمال الأدبية الشائعة منها رثاء توماس قراي (Country Churchyard) وأدوارد يون (Night Thoughts) والتي اُعدت انموذجاً لهذا الفن
بعيداً عن قداس الجنائز وتراتيلها، موسيقى الأوروبيون القديمة اشتملت على طقوساً واضحة للميمنتو موريّ خصوصاً تلك الموسيقى التي برزت في مواجهة الموت عام الطاعون الذي بدأ عام (1340).
قسوا على أنفسهم مواجهين النهاية الحتمية من أمثلتها الأناشيد النُسكية، أغاني البلاط و (Geisslerlieder of the Flagellant) هذه الأغاني كانت تحث على أن الحياة حتمية وأن الله حفها بالدموع وبالموت افتداءً وتطهيراً لخطاياهم والوقوف بين يدي الله خالين منها وفي الغالب موسيقى العصور الوسطى اشتملت على مقطعين شعريين من الميمنتو موري مقتبسة غالباً من (Red Book of Montserrat) وهي مخطوطات إنشادية تعبديّة
Vita brevis breviter in brevi finietur, Mors venit velociter quae neminem veretur, Omnia mors perimit et nulli miseretur. Ad mortem festinamus peccare desistamus.
Ni conversus fueris et sicut puer factus Et vitam mutaveris in meliores actus, Intrare non poteris regnum Dei beatus. Ad mortem festinamus peccare desistamus.
الحياة قصيرة جداً، وستنتهي قريباً الموت لايميز أحد،
الموت يأتي سريعاً الموت لا يرحم أحد، الموت يخلف تدميراً مسارعون نحو الموت، ونسينا أن نعدوا إلى التوبة من الخطايا
إذا لم نسارع بالتوبة ونعود كما ولدتنا أمهاتنا بريئين من الذنوب مغيرين حياتنا نحو الأفضل، فسنحرم من دخول جنة النعيم،
مملكة الله مسارعون نحو الموت، ونسينا أن نعدوا إلى التوبة
قرية إز الفرنسية شعارها "Moriendo Renascor" ويعني بُعثتُ لأموت ورمزها طائر الفينكس الخرافي قائم على عظم.
في أواخر القرن السادس عشر وبداية السابع عشرة صُنعت خواتم على ضوء الميمنتو موري.

### بيورتان أمريكا
فن هذه المستعمره الأمريكية شهد تصوير واسع باسم الممنتو موري وهذا يعود لتأثير البيورتان متطهروّا أمريكا في القرن السابع عشر احتقروا الفن وأزدروه، لأنهم يعتقدون انه يبعدهم عن الايمان بالله ويدفهم لغيره والذي هو حسب ظنهم الشيطان وبالرغم من ذلك، كانت تعد التصاوير من التسجيلات التاريخية ولذلك كان مسموحاً بها توماس سميث، بيورتاني من السبعينات. حارب في الكثير من المعارك الحربي وهو أيضاً رسام في التصوير الذاتي نرى انموذجاً للمنتو موري البيورتان مع جمجمة توضح علاقته الحتميه بالموت
والقصيدة التي كتبها سميث تحت الجمجمة تشدد على تقبله لحقيقة الموت
لماذا يهتم هذا العالم؟ لماذا يعارض؟ وهذا الكون هو بؤرة الشر.

### المكسيك
أقترن فن الميمنتو موري بالإحتفال السنوي المكسيكي «يوم الموتى» بما فيه إنطلاقاً من حلوى مصممه على شكل جماجم وإنتهاءً بأرغفة خبز مزخرفة بالعظام
كان من المواضيع التي عبر عنها الفنان المكسيكي غوادلبي من خلال رسوماته الكرتونيه. صور الكثير من الخطوات فالحياة على هيئة جماجم.